# مریمین، سمعان
مریمین (به عربی: مریمین) یک روستا در سوریه است که در Mount Simeon واقع شده‌است. مریمین ۱٬۰۴۵ نفر جمعیت دارد.